# Chick Weijzen
Chick Weijzen (Maastricht, 21 januari 1935) is een voormalig Nederlands kanovaarder. 
Hij deed namens Nederland mee aan de Olympische Zomerspelen in 1960 en de Olympische Zomerspelen in 1964. Zijn beste prestatie leverde hij bij de Spelen van 1964 toen hij de finale bereikte op het kajak nummer K4 1000 meter voor ploegen en daarin een zevende plaats behaalde. Deze ploeg bestond behalve hemzelf uit Paul Hoekstra, Theo van Halteren en Jan Wittenberg. 
Zijn zoon Marc Weijzen was eveneens kanovaarder en deed mee aan de Olympische Zomerspelen in 1992 in Barcelona.